# Dohna-Schlösschen Mohrungen

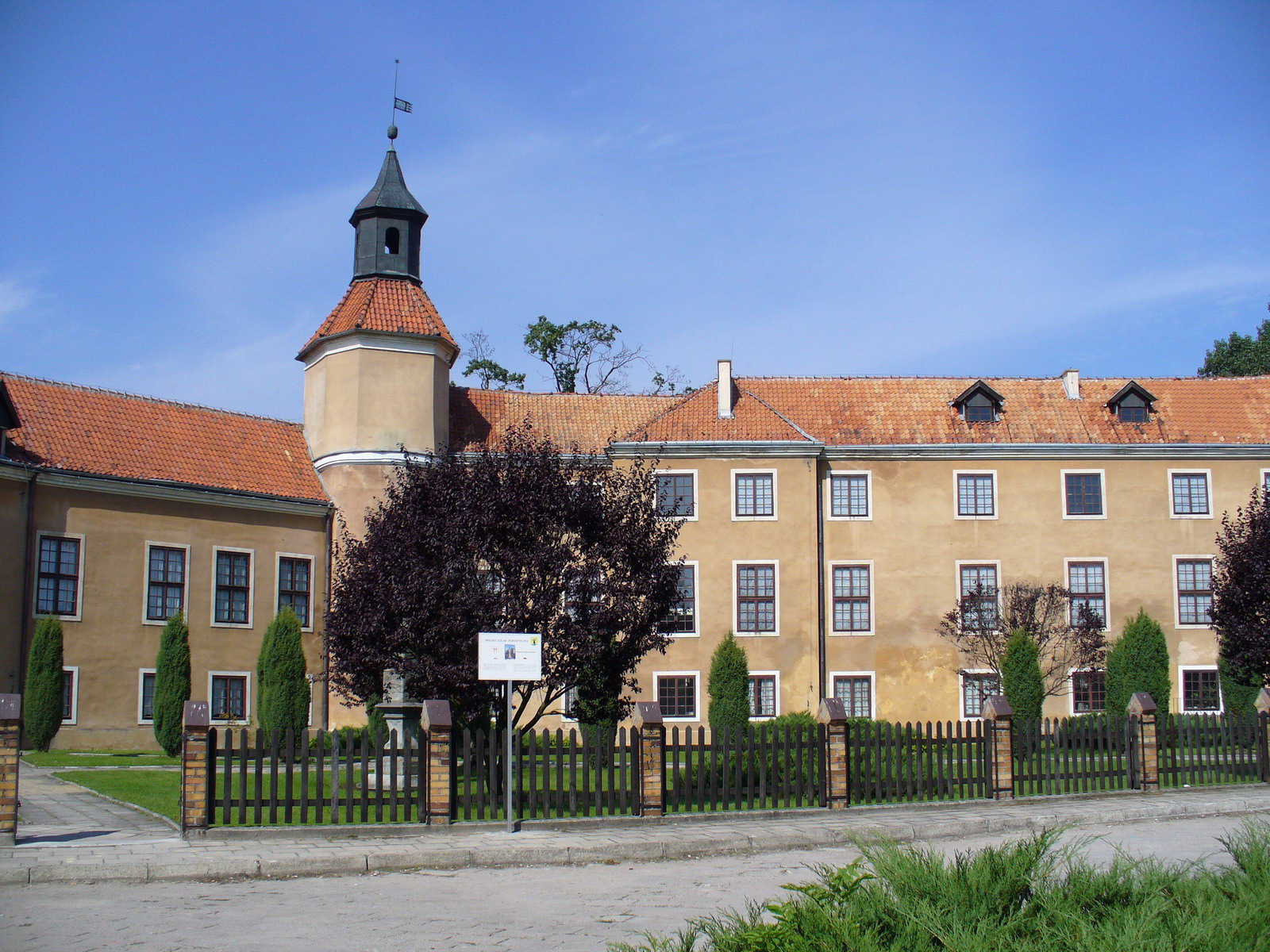
Dohnaschlösschen

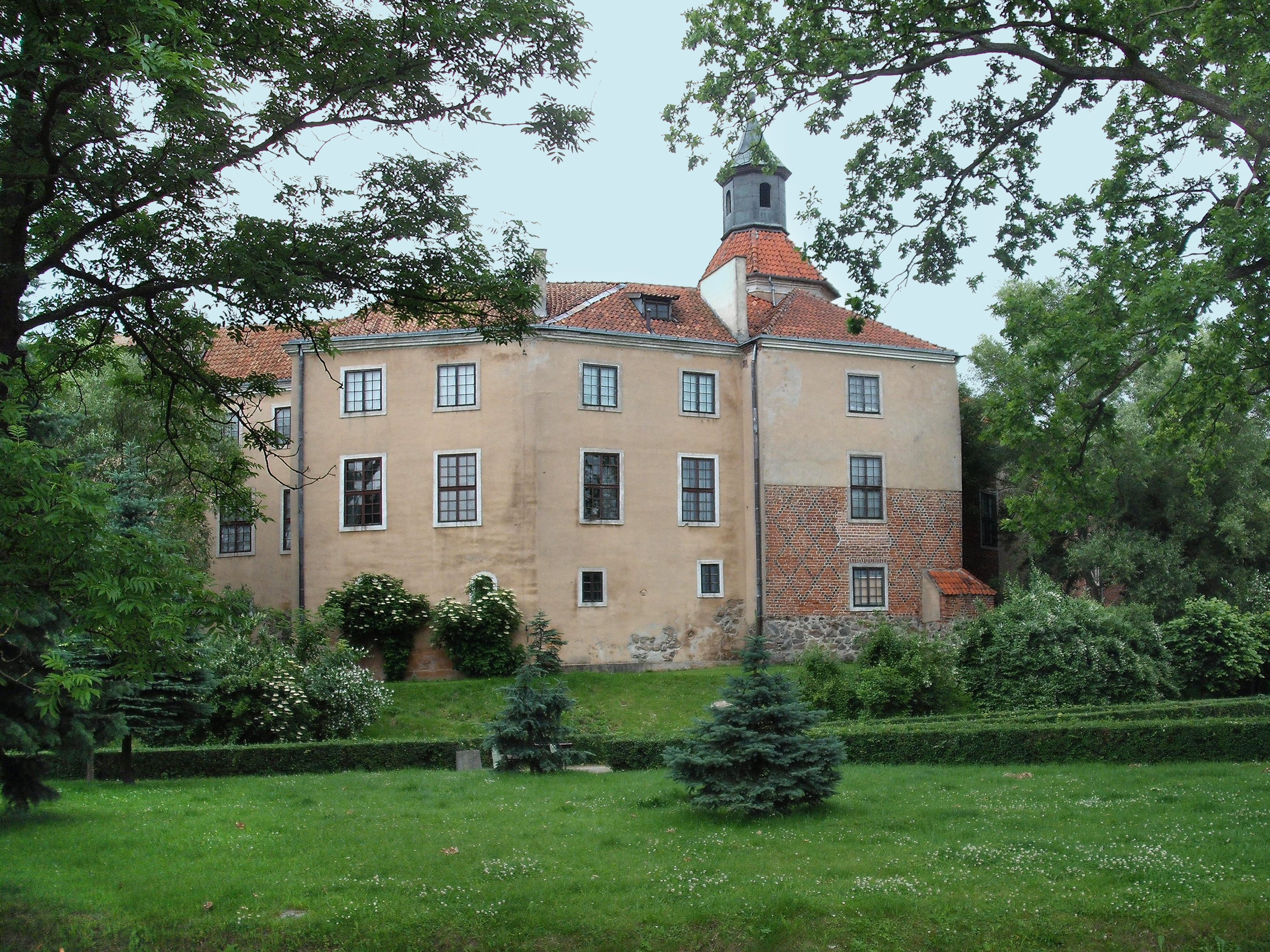
Gartenansicht

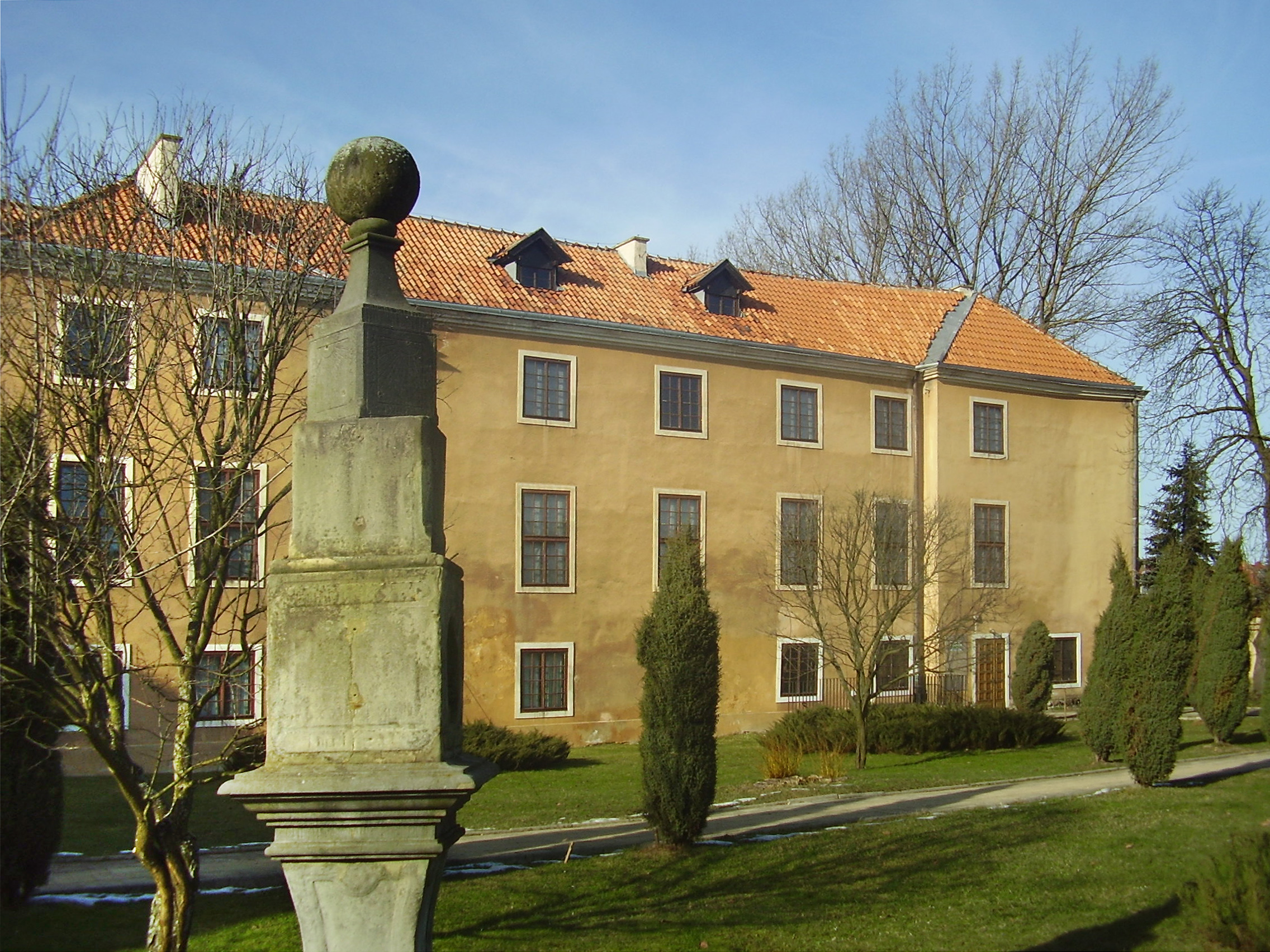
Sonnenuhr

Das Dohna-Schlösschen in Mohrungen (poln. Morąg, Powiat Ostródzki, Woiwodschaft Ermland-Masuren) wurde in den Jahren 1572 bis 1571 als Stadtresidenz der preußischen Adelsgeschlechtes von Dohna errichtet. Im Schlösschen befindet sich das Johann-Gottfried-Herder-Museum, eine Zweigstelle des Museums für Ermland und Masuren in Allenstein.

## Geschichte
Die Mitglieder des aus Sachsen stammenden Adelsgeschlechts von Dohna kamen in der Mitte des 15. Jahrhunderts als Ritter des Deutschen Ordens nach Preußen. Als Begründer der preußischen Linie gilt Stanislaus von Dohna (1433–1504), Burggraf und Herr von Donen. Für seine Verdienste für den Orden erhielt er die Güter Deutschendorf und Karwinden. Sein Sohn Peter von Dohna (1483–1553), Hauptmann zu Braunsberg und Mohrungen, erwarb 1525 das Dorf Schlobitten. Peters Sohn Achatius von Dohna (1533–1619), herzoglich-preußischer Rat und Amtshauptmann, errichtete in Schlobitten sein Haus, aber erst sein Nachkomme Abraham baute im 17. Jahrhundert die Residenz in Schlobitten. In der Zwischenzeit erwarb das Geschlecht von Dohna das Dorf Mohrungen.
Um 1561 kaufte Achatius zu Dohna ein Grundstück in Mohrungen mit einem Abschnitt der Stadtmauern und Basteien. Unter Verwendung dieser Mauern errichtete er das Dohna-Schlösschen. 1697 fiel das Schlösschen einem Großbrand zum Opfer.
In den Jahren 1717 bis 1719 wurde aus den Ruinen nach dem Entwurf des Architekten Johann Caspar Hindersin (1677–1738) eine barocke Residenz errichtet. 1731 entstanden zwei Torbauten. 1741 wurde auf dem Schlossgarten eine Sonnenuhr in Form einer Säule aufgestellt.
In den letzten Monaten des Zweiten Weltkrieges erlitt das Gebäude viele Beschädigungen. Es blieb danach bis 1975 unbenutzt. Im Zeitraum 1975 bis 1985 wurde das Schlösschen auch mit Hilfe von Unterlagen und Hinweisen von Alexander Fürst zu Dohna-Schlobitten gründlich renoviert, seit 1986 ist es eine Zweigstelle des Allensteiner Museums für Ermland und Masuren. In den Schlossräumen wurde zu Ehren des berühmtesten Bürgers der Stadt das Johann-Gottfried-Herder-Museum eingerichtet. Das Museum ist auch Treffpunkt des örtlichen Vereins der Deutschen Bevölkerung „Herder“. Das Schloss wurde 1990 vom Bundespräsidenten Richard von Weizsäcker besucht.

## Architektur
Der heutige Zustand des Schlosses entspricht dem Aussehen aus der 1. Hälfte des 18. Jahrhunderts. Die beiden Flügel des Gebäudes stehen in einem stumpfen Winkel zueinander, in der Mitte befindet sich ein Turm. Der linke Flügel ist zweigeschossig, der rechte dreigeschossig. Die Fassaden sind praktisch schmucklos. Auf der Gartenseite ist ein Teil der Außenwand unverputzt, um die gotische Stadtmauer mit einem dekorativen Ornament aus Klinkerziegeln zu zeigen.
Im Garten wurde 1741 eine Sonnenuhr in Gestalt einer mit einer Kugel gekrönten Säule errichtet. Der Verlauf des Schattens war wahrscheinlich auf dem Boden markiert.

## Herder-Museum
Im Schloss befindet sich das Johann-Gottfried-Herder-Museum. Neben der ständigen Ausstellung werden auch temporäre Ausstellungen arrangiert. U. a. werden Räume mit historischen Einrichtungen gezeigt, wie ein Barocksaal aus dem Anfang des 18. Jahrhunderts, ein Biedermeiersalon aus dem 19. Jahrhundert, ein Kabinett im Stil des Zweiten Kaiserreiches sowie ein Jugendstil-Boudoir.
Auf dem 2. Obergeschoss befindet sich die Ausstellung „Kunst des Herzogtums Preußen“ mit einer Sammlung der Sargporträts dieses Landes.
Im Ballsaal mit noch erhaltener ursprünglicher Dekoration werden Porträts bedeutender Persönlichkeiten aus dem 16. bis 19. Jahrhundert gezeigt.
Daneben befindet sich die Sammlung der niederländischen Kunst aus der Zeit der Oranien-Nassau-Dynastie.
Das Schloss wurde am 27. Juli 1953 unter Nr. 66 in das Verzeichnis der Baudenkmäler der Woiwodschaft Ermland-Masuren eingetragen.